# John Akii-Bua
John Akii-Bua (Kampala, 3 de dezembro de 1949 – Kampala, 20 de junho de 1997) foi um atleta ugandense de corrida com barreiras e primeiro campeão nos Jogos Olímpicos de seu país.
Akii-Bua começou sua carreira no atletismo nas corridas com barreiras de curta distância, e por meio do treinador britânico Malcolm Arnold, iniciou nos 400 m com barrieras. Após terminar em 4º lugar nos Jogos da Comunidade de 1970 e correr o tempo mais rápido da temporada em 1971, não era o grande favorito para os Jogos Olímpicos de 1972 em Munique, tendo pouca experiência em competições. No entanto, ele venceu a final estabelecendo o tempo-record de 47.82 segundos. Ele não participou dos Jogos de Montreal, em 1976, por causa de um boicote das nações africanas, incluindo Uganda. 
Como oficial de polícia, Akii-Bua foi promovido pelo presidente de Uganda Idi Amin, e recebeu uma casa como recompensa por seus desempenhos atléticos. Quando o regime de Amin começou a se se desfazer, ele fugiu para o Quênia com sua família, temendo ser visto como um colaborador, sobretudo por ser membro da tribo Langi, muitos dos quais foram perseguidos por Amin, que havia citado Akii-Bua como exemplo de Langi. Contudo, no Quênia foi colocado em um campo de refugiados. Foi libertado pelo fabricante de sapatos Puma e viveu na Alemanha, trabalhando para a Puma por 3-4 anos antes de retornar para a Uganda e tornar-se treinador.
Akii-Bua morreu viúvo, aos 47 anos de idade e teve um funeral de chefe de estado.